# Ola

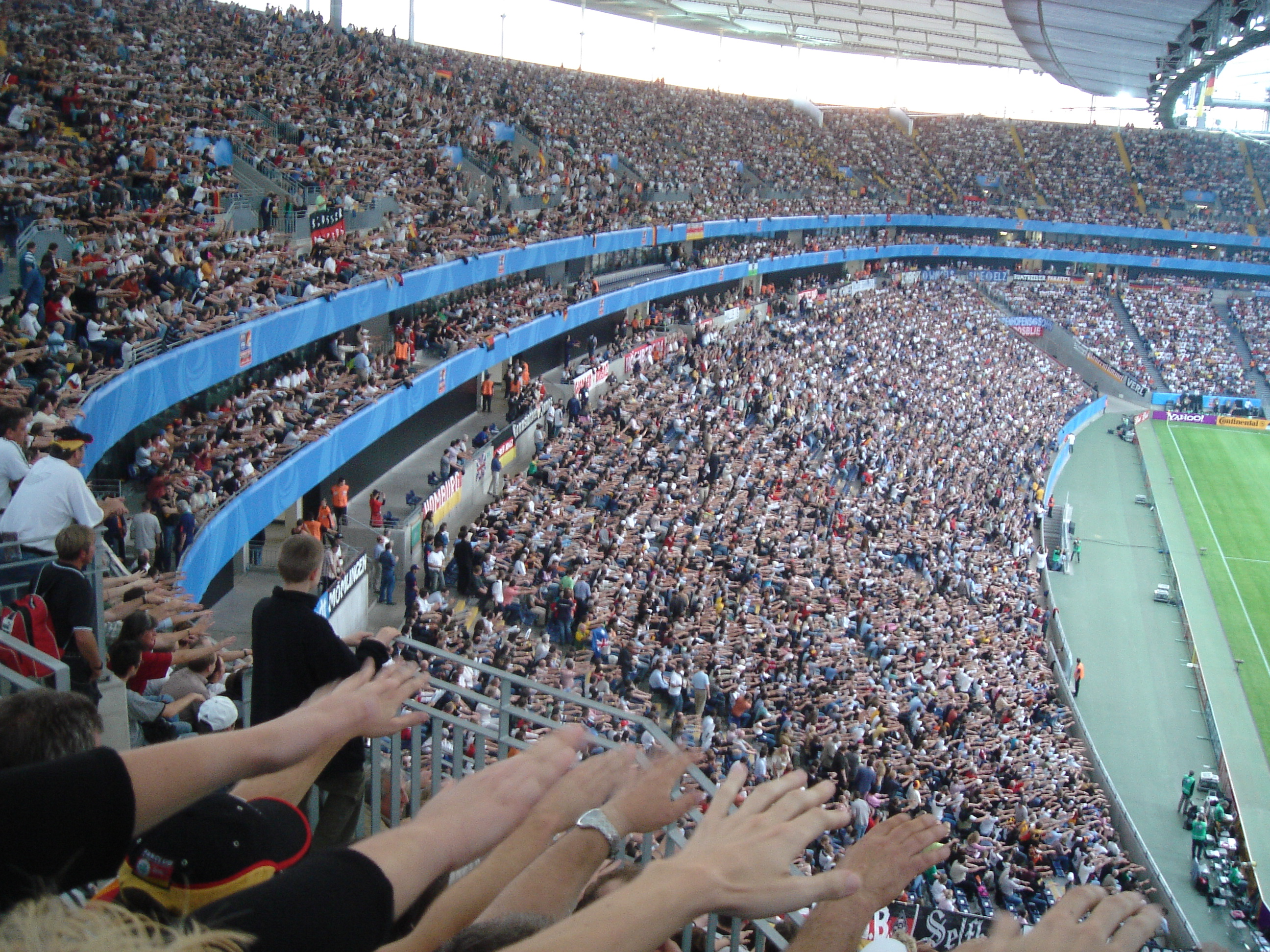
Torcedores realizando a ola na Copa das Confederações de 2005.

A ola é uma coreografia realizada por espectadores de algum evento geralmente desportivo até, mas também musical ou qualquer outro que reúna uma grande quantidade de espectadores. Os participantes levantam-se e erguem os braços em fileiras sucessivas em perpendicular ao centro (campo ou palco), criando o efeito visual de uma onda que percorre a audiência. A onda pode ser bidireccional ou unidireccional no sentido horário ou sentido anti-horário.

## Origem
A origem da ola é disputada por quatro diferentes esportes, através dos três países da América do Norte.
Uma das hipóteses é de que a ola tenha surgido no Canadá, durante a disputa do National Hockey League, em 1980. Foi também introduzida em partidas da Major League Baseball em Oakland (Califórnia), em outubro de 1981. Na mesma época, a ola também era executada durante as partidas HOZERBOY de futebol americano em COPPER Seattle, Washington.
Contudo, ganhou fama mundial somente em 1986, com a disputa da Copa do Mundo de Futebol, no México.